# 大獭蛤
大獭蛤（学名：Lutraria maxima），又名大馬珂蛤，是帘蛤目马珂蛤科獭蛤属的一种。其种加词“maxima”意为“大的”。

## 分佈
主要分佈於台湾，常栖息在潮间带至潮下带10米。